# Pont du Moulinet

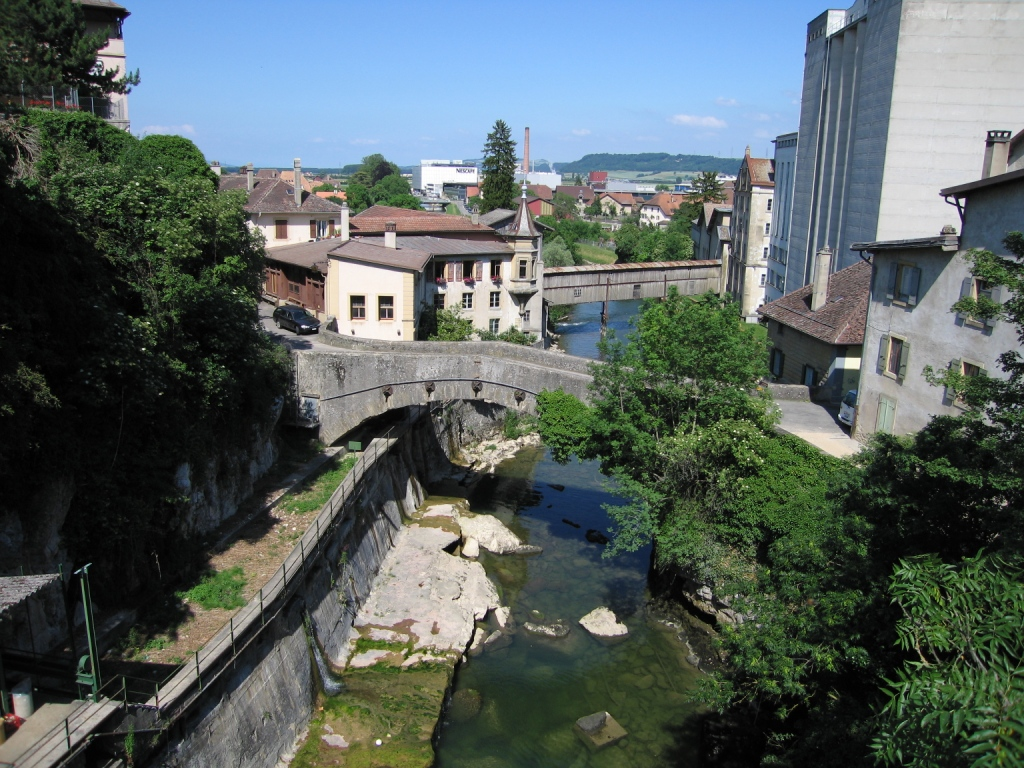
Die Brücke Pont du Moulinet zwischen den Gebäuden der Mühle Rod

Die Pont du Moulinet (auch pont de l’ermite) ist eine historische Strassenbrücke bei der Stadt Orbe im Kanton Waadt. Sie zählt zu den ältesten erhaltenen Steinbrücken der Schweiz und ist als erhaltenswertes Kulturgut von regionaler Bedeutung eingestuft.
Mit einem gemauerten Bogen überbrückt sie die Schlucht der Orbe unterhalb der Altstadt, die auf einer Anhöhe nördlich des Flusses liegt.
Die Bogenbrücke wurde im Jahr 1424 errichtet, um für die Landstrasse am Jurasüdfuss einen sicheren Flussübergang zu schaffen. Gemäss der Überlieferung in der Stadtgeschichte kam der Anstoss zum Bauprojekt von Girard Borellier, der damals als Einsiedler am Flussufer lebte. Die Steine für das Bauwerk stammten aus einem Steinbruch bei La Sarraz.
Neben der Brücke befindet sich die ehemaligen Mühle Moulin Rod, die zu den Kulturgütern von nationaler Bedeutung gezählt wird. 50 Meter oberhalb der alten Steinbrücke überquert die Chavornay-Orbe-Bahn der Travys den Fluss und nochmals 80 Meter weiter oben steht die neue Strassenbrücke der Kantonsstrasse Orbe-La Sarraz.